# 岡田八千代
岡田 八千代（おかだ やちよ、1883年〈明治16年〉12月3日 - 1962年〈昭和37年〉2月10日）は、明治 - 昭和期の小説家、劇作家、劇評家。芹影（きんえい）、芹影女、伊達虫子などの筆名を用いた。小山内薫は実兄にあたる。

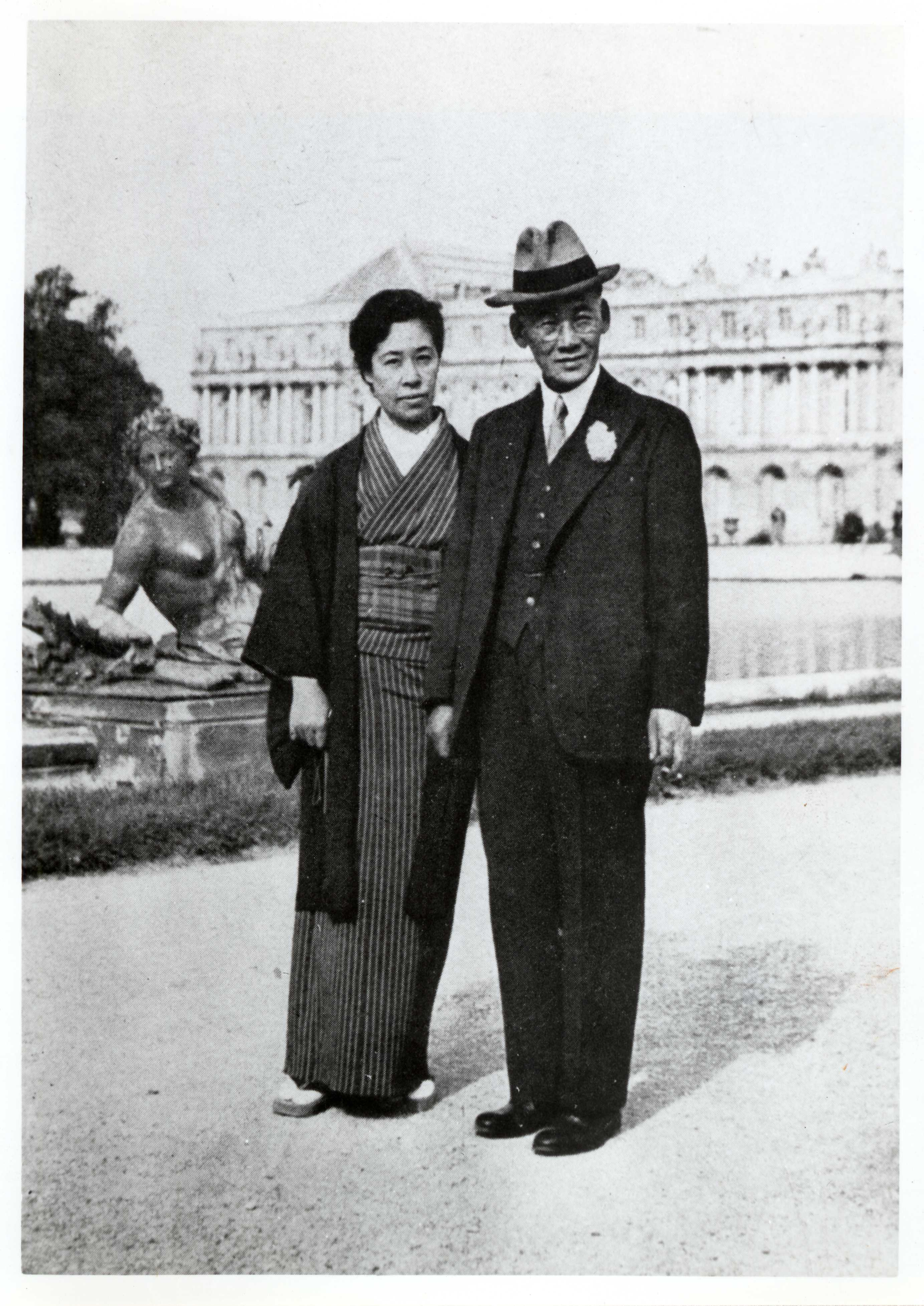
『岡田八千代と夫 三郎助』 パリ

## 生涯
広島市大手町に生まれた。小山内建と錞との間の末娘だった。旧津軽藩士の建は、広島鎮台病院院長を勤めていた。錞は、江戸の旗本小栗信の長女である。5子の上2人は夭折し、次女は事故で病身となり、次男の小山内薫と八千代とが育った。
1885年（明治18年）、建が没し、母子は東京市麹町区富士見町（現・千代田区富士見）へ移った。繁く芝居に連れられた。麹町幼稚園を終えると、1887年富士見尋常高等小学校（現・千代田区立富士見小学校）、1895年共立女子職業学校（現・学校法人共立女子学園）へ進み、成女学校専科へ転じて、1902年（19歳）に卒業した。
文学・演劇に打ち込む兄を尊敬していた。美貌の妹は、薫の友人らの気になる存在だった。卒業の年、『明星』誌に小品『めぐりあひ』を、『婦人界』誌に小説『おくつき』を発表した。森鷗外の弟三木竹二に認められ、彼の『歌舞伎』誌に劇評も書いた。
1906年（明治39年）（23歳）の年末、森鴎外の世話で画家の岡田三郎助と結婚し、渋谷区伊達町（現・渋谷区恵比寿三丁目）に新世帯を構えた。文筆活動が結婚で滞ることはなかった。1911年、平塚らいてうらの青鞜社の顧問となり、青鞜誌にも書くようになった。1903年 - 1915年の雑誌への掲載は、年に4 - 10件に及んでいる。
三郎助が八千代をモデルにした『縫ひとり』（1914年）や『支那絹の前』（1920年）は評判を呼んだが、不和となり、1926年、八千代は家を出た。別居生活は三郎助が亡くなるまで続いた。
演劇の評論ばかりでなく、新派・歌舞伎の公演にも関わった。1922年（大正11年）、河合武雄と二代目市川猿之助に頼まれて『芽生座』を興し、彼等の学齢期の子らのおさらい会を1926年まで4回公演した。子らの成長後は児童劇団に転身し、1930年まで5回公演した。
1923年（40歳）、親友の長谷川時雨に誘われ、2人で『女人藝術』を創刊したが、関東大震災のため2号で終わった。
1930年に『芽生座』を解散したのは、和解した三郎助とパリへ渡るためだったが、彼の地でまた割れ、八千代だけ1934年（51歳）まで滞まった。子は持たなかった。薫は1928年に急逝していた。
帰国後の1935年（昭和10年）（52歳）、新派の若手俳優らの未明座を組織して、1939年まで5回公演した。
1939年（昭和14年）夫の三郎助が没し、伊達町の家へ戻った。1940年から、長谷川時雨の『輝ク会』を手伝い、翌年、日本海軍将兵の慰問に中国中南部を回った。
敗戦後の1948年（昭和23年）（65歳）、『日本女流劇作家会』を作って会報『アカンサス』に『芝居の思い出』などを載せ、同会の『女流戯曲選集』、『現代女流戯曲選集』を監修した。また、ラジオドラマを書く、ラジオ放送する、劇を演出する、本に解説を書くなどもした。
1962年早春、インフルエンザの肺炎のために没した。青山霊園の夫の傍らに眠っている。
2016年八千代と夫三郎助、辻永の姿が生前16ミリフィルムで撮影されたものをもとにドキュメンタリー映画「あるアトリエの100年」が山崎欽毅監督らによって製作された。

## 単書
入れ子は、上の行の単書の、最近と思われる重版・再版である。
- 『門の草』（短編集）（花の枝、曲者、いさご路、騙平太、花好み、争、下り藤、入相、茶の花、棕梠、朝あけ、月見草、秋のけはひ、寒月、初髷、王母珠、おはじき、継母、門の草）、如山堂（1906年）
- 『新緑 上』（長編小説）、堺屋石割書店（1907）
- 『新緑 下』（長編小説）、（金尾文淵堂）
- 『黄橙』（小説）、春陽堂（1908）
  - 近代女性作家精選集3、ゆまに書房（1999）ISBN 9784897148441
- 『恐怖』（長編小説）、水野書店（1909）
- 『絵具箱』（小説集）（絵具箱、三日、同居人、お島、五月雨の頃、賊、九段坂下より、眠、相模屋、しがらみ草紙、習作戯曲の第一、黄楊の櫛）、籾山書店（1912）
  - 『絵具箱、三日、お島』は、「明治女流文学集（二）、筑摩書房 明治文学全集82（1965）」に収録
  - 『しがらみ草紙』は、「現代女流戯曲選集1956年版、ひまわり社（1956）」に収録
- 『かをり』（小説）、「青鞜小説集1、東雲堂（1913）」の中
  - 不二出版（1986）ISBN 9784835052175
- 『八千代集』（小説集）（紅雀、お伊勢、夢子、假裝、青い帽子、横町の光氏、堂島裏、雨、鷹の夢、餘計者、うつぎ、灯、駒鳥、指輪）、須原啓興社（1917）
  - ゆまに書房 近代女性作家精選集27（2000）ISBN 4843301892
- 『忘れられた人形』、「新日本国民文学全集17、国民図書（1929）」の中
  - 「日本児童劇全集3、小学館 （1961）」に収録
- 『若き日の小山内薫』、古今書院（1940）
  - 近代作家研究叢書50、日本図書センター（1987）ISBN 9784820506799
- 『青春』（オイゲン・チリコフ著の訳書）、時代社（1941）
- 『白蘭』（随筆集）、大元社、（1943）
- 『替へ扇』（舞踊劇）、「女流戯曲選集、ひまわり社（1954）」の中

## 岡田八千代を演じた人物
- 高橋由美子：『美の巨人たち』（テレビ東京：2014年11月15日放送分）

『縫ひとり』 『支那絹の前』 の成立とその影響について、ミニドラマを交え解説。